# فرانثيسكو دي أوريانا
فرانثيسكو دي أوريانا (بالإسبانية: Francisco de Orellana، ولد في 1511، ترجالة، قصرش، إسبانيا - توفي في 1546، نهر الأمازون) حاكم، مستكشف وجندي إسباني، استكشف نهر الأمازون.
أصله من ترجالة في إسبانيا، اشترك مع فرانثيسكو بيثارو في غزو البيرو عام 1535 م وذهب إلى غواياكيل وأصبح حاكمها عام 1538 م وعندما قام أخ فرانثيسكو والمدعو غونثالو بيثارو عام 1541م بالتحضير لحملة استكشافية للمناطق غرب كيتو فتم تعيين أوريانا كملازم وتم إرساله قبل البعثة الرئيسية ليجلب المؤن فاخذ سفينة مع 50 رجلاً فوصل لتقاطع نهري نابو ومارانيون. أقنعه رجاله باستحالة العودة فاستمر باستكشاف الأمازون حيث ذهب مع التيار ووصل إلى مصب النهر في أغسطس 1542 م وذهب إلى ترينيداد ورجع إلى إسبانيا وحكى عن كميات من الذهب والقرفة ونساء شعب الأمازون في الأساطير اليونانية، فأعطى النهر الاسم المعروف به.
أراد أوريانا أخذ حق استكشاف النهر والأراضي التي استكشفها ولكن بسبب المشاكل مع البرتغال حول المنطقة أعطته إسبانيا بعض المساعدة دون دعم رسمي وانتهت الرحلة بشكل كارثي حيث تاهوا في الطريق إلى أمريكا وانقلبت سفينتهم قرب مصب النهر ولكنه كان قد غرق وكان ذلك في نوفمبر 1546.